# Quanta Magazine
Quanta Magazine è una rivista online con indipendenza editoriale pubblicata dalla Simons Foundation che riferisce su sviluppi nei campi di fisica, matematica, biologia e informatica.
Undark Magazine ha descritto la rivista come «molto apprezzata per la sua copertura magistrale di argomenti complessi della scienza e della matematica». L'aggregatore di notizie scientifiche RealClearScience l'ha inoltre classificata al primo posto nell'elenco dei «10 migliori siti web per la scienza nel 2018». Nel 2020 la rivista ha ricevuto un National Magazine Award for General Excellence ("premio nazionale di rivista per eccellenza generale") dall'American Society of Magazine Editors per la sua «volontà di affrontare alcuni degli argomenti più duri e difficili della scienza e della matematica attraverso un linguaggio accessibile al lettore comune senza arie di superiorità o semplificazioni eccessive».
Gli articoli della rivista sono liberamente consultabili online. Scientific American, Wired, The Atlantic e The Washington Post, così come pubblicazioni scientifiche internazionali come Spektrum der Wissenschaft, hanno ristampato articoli dalla rivista.

## Storia
La rivista è stata inizialmente lanciata con il nome di  “Simons Science News” nell'ottobre 2012, effettuando il passaggio a “Quanta Magazine” nel luglio 2013. È stata fondata dall'ex giornalista del New York Times Thomas Lin, che è il caporedattore della rivista. I due vicedirettori sono John Rennie e Michael Moyer, in precedenza di Scientific American, e la direttrice grafica è Olena Shmahalo.
Nel novembre 2018 MIT Press ha pubblicato due raccolte di articoli di Quanta Magazine, intitolate Alice and Bob Meet the Wall of Fire e The Prime Number Conspiracy.